# David Weichenberger

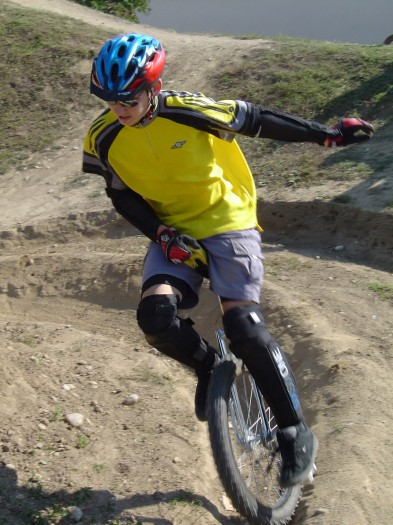
David Weichenberger (2003)

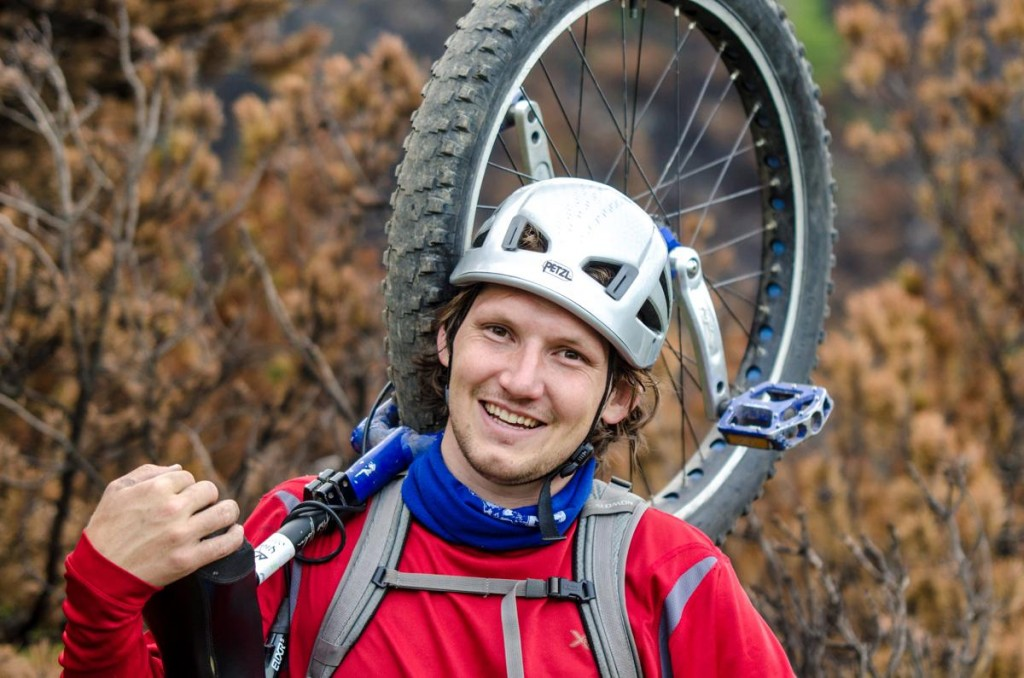
David Weichenberger (2015)

David Weichenberger (* 1985 in Oberpullendorf, Österreich) ist ein österreichischer Einrad-Sportler und Einrad-Künstler. Er wurde viermal Einradweltmeister, hält einige Einrad-Weltrekorde, überquerte die Alpen auf den Einrad und ist als Artist und Extrem-Einradfahrer weltweit aktiv.

## Werdegang
Mit 11 Jahren entdeckte David Weichenberger das Einrad. Seither ist er mit dem Einrad als Extremsportler am Berg und als Artist auf vielen Bühnen zu sehen.
Über Jahre ist David Weichenberger durch Aktionen mit dem Einrad bekannt geworden.
Auf viele Alpengipfel ist er der Erstbefahrer mit dem Einrad.
2012 fuhr er mit dem Einrad den Klettersteig am Monte Cristallo, Italien. 2017 fuhr er in einem eisigen Gebirgsbach.

## Weltmeisterschaften
- 2016 Letzter bei der Weltmeisterschaft, Canada[1]
- 2012 Hauptorganisator der Unicon16, Italien[2]
- 2010 Weltmeister Einrad Downhill, Neuseeland
- 2008 Weltmeister Einrad Downhill, Dänemark
- 2006 Weltmeister Einrad Downhill, Schweiz
- 2004 Weltmeister Einrad Weitsprung, Japan

## Rekorde
- Alpenüberquerung ohne Asphalt 2011[3]
- 27 Stockwerke im Hochhaus am Einrad 2010
- Guinness World Record 2007:  Einrad Weitsprung[4]
- Einrad Downhill Rekord: In 12 Stunden 9679 Höhenmeter mit dem Einrad zusammen mit Markus Büchel auf Single-Trails am Berg, ohne eine Strecke doppelt zu fahren.[5]

## Shows
- Romantisch 2006–2016: Einrad-Artistik mit Stuhl und Tisch

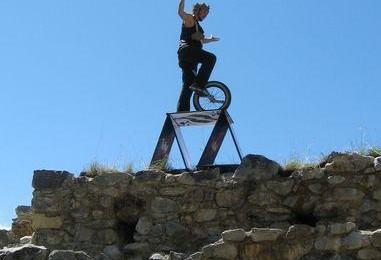
Einradshow Pik König am Kartenhaus

- Einradshow Pik König am KartenhausPik König 2012–2017: Einrad-Artistik mit riesigen Spielkarten
- Psycho 2017: Zeitgenössischer Tanz und Einrad
- Duo Umwerfend seit 2015: Einrad-Akrobatik mit Tanz
- Loser: Performance bei der Weltmeisterschaft 2016, die den letzten Platz erreichte.

## Fernsehen
- Auftritt bei Wetten dass....?[6] (2010)

## Filme
- Union – Einradfilm (2006)[7]

## Organisator
- Hauptorganisator der Einrad-Weltmeisterschaft Unicon16 in Italien
- Hauptorganisator der Europäischen Jonglier Convention EJC 2015 in Bruneck

## Publikationen
- Einzelne Kapitel in: Andreas Anders-Wilkens (Hrsg.): Einradfahren: Moves & Tricks für Fortgeschrittene. Meyer & Meyer Verlag, 2010, ISBN 978-3-89899-536-8.